# Daniel Altamirano
Reynaldo Daniel Altamirano, más conocido como Daniel Altamirano (La Consulta, Mendoza, 21 de julio de 1945) es un cantante, autor y compositor argentino.

## Inicios
Su carrera artística se inició junto a sus hermanos Julio y Mario en 1969, conformando el conjunto folclórico Los Altamirano. Ese año se presentaron en el Festival Nacional de Folklore de Cosquín, en Córdoba, donde fueron ganadores del premio «Revelación». 

## Trayectoria
Posteriormente, junto a César «Coco» Martos (exintegrante de Los Tucu Tucu) y Julio Sáenz (guitarrista de Horacio Guarany) formó el grupo Los de Siempre, que en 1973 lanzó su primer álbum, Los de Siempre, con doce canciones, nueve de las cuales son de su autoría.
El segundo álbum lanzado por el grupo en 1974, Los de Siempre vol II, incluía la canción «Dios a la una», que obtuvo el Disco de Oro y el Disco de Platino.
En 1978 inició su carrera como solista y al año siguiente grabó el álbum «Serenata del amor callado» el que ganó un Disco de Oro por sus ventas; ese año recibió el Premio Prensario al intérprete creativo.
Prolífico autor, entre sus canciones más conocidas está la ya citada «Dios a la una», «Serenata del amor callado», «Cuentos de la lluvia», «El niño y el hombre», «Doña Juanita Remedios», «Que vengan a beber», «Elogio del trovador» dedicada al poeta y folclorista cuyano Hilario Cuadros, «El viaje de Maradona» dedicada al médico rural Esteban Laureano Maradona, «La Oma», con letra inspirada en la vida de Marta Hoffner de Rabe y con música de Pedro Favini, «Signos», musicalizada por Jorge Rojas. Como compositor le puso música al poema del dominicano José Ángel Buesa «Fue mía una noche» y a la «Chaya para un adiós en La Rioja» del poeta pampeano Heraldo Jesús Hernández. Como intérprete de obras de otros autores aparecen en su discografía «Virgen de la carrodilla», de los cuyanos Hilario Cuadros y Pedro Herrera, «Ushuaia de amor», una canción con letra y música de Ramón Ayala, «Callejero», de Alberto Cortez y «La tempranera», de León Benarós y Carlos Vicente Guastavino, entre muchas otras. En 1979 participó en la película La playa del amor interpretando «Cuentos de la lluvia» y en 1981 en la película Mire que es lindo mi país, con «Serenata de San Carlos». 
En la edición 2019 del Festival de Cosquín fue galardonado con el premio Camín a la trayectoria.

## Discografía
| - 1979 - Serenata del amor callado. - 1980 - Cuentos de la lluvia. - 1981 - Amar como amaba. - 1982 - Mi última canción. - 1983 - Diario íntimo. - 1984 - El cantar de los oficios. - 1989 - Un país de sol. - 1994 - Resplandor. | - 1999 - Dulce dolor. - 2004 - El ángel y la estrella. - 2005 - Cantos y cuentos de artesanos. - 2007 - Épocas de antes y después. - 2013 - Luces y sombras. - 2017 - Juntos. - 2018 - Callejero. |